# 佩尔韦 (埃诺省)
佩尔韦（法語：Péruwelz，發音：[peʁ(y)we] ⓘ、[pɛʁwe]）是比利时瓦隆大区埃諾省图尔奈-穆斯克龙区的一个城市，南与法国接壤，通行法语，是比利时法语社群的一部分，人口17,113人（2018年1月1日）。

## 地名
该地名“Péruwelz”发音特殊，其发音为[peʁ(y)we] 或 [pɛʁwe]，末尾字母“lz”不发音，《世界地名译名词典》中将其误译作“佩吕韦尔兹”。

## 友好城市
- 法國 若奈-马里尼